# Вайсенборн (Тюрингія)
Вайсенборн (нім. Weißenborn) — громада в Німеччині, розташована в землі Тюрингія. Входить до складу району Заале-Гольцланд. Складова частина об'єднання громад Бад-Клостерлаусніц.
Площа — 10,04 км2. Населення становить 1146 ос. (станом на 31 грудня 2021).

## Галерея

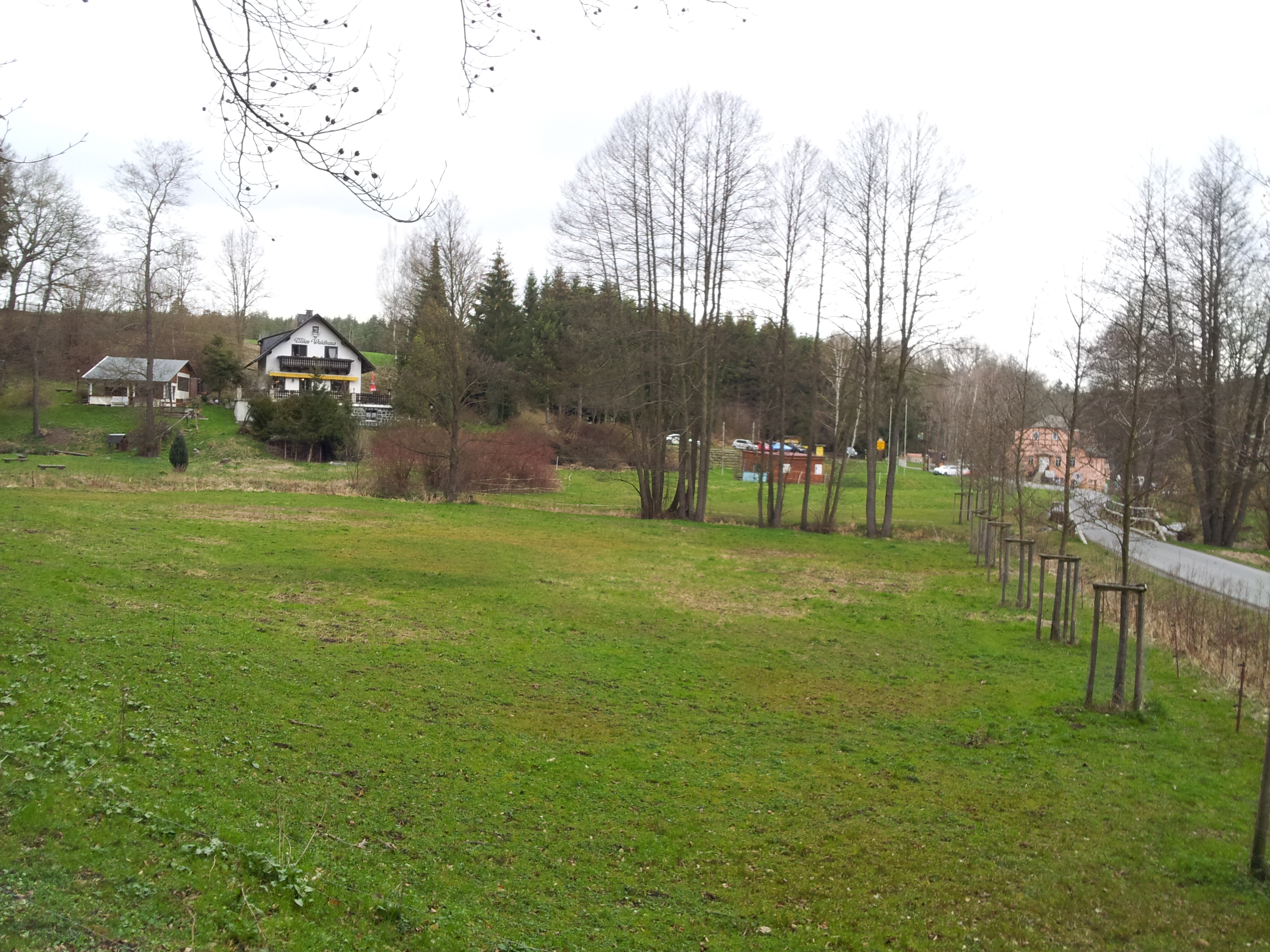
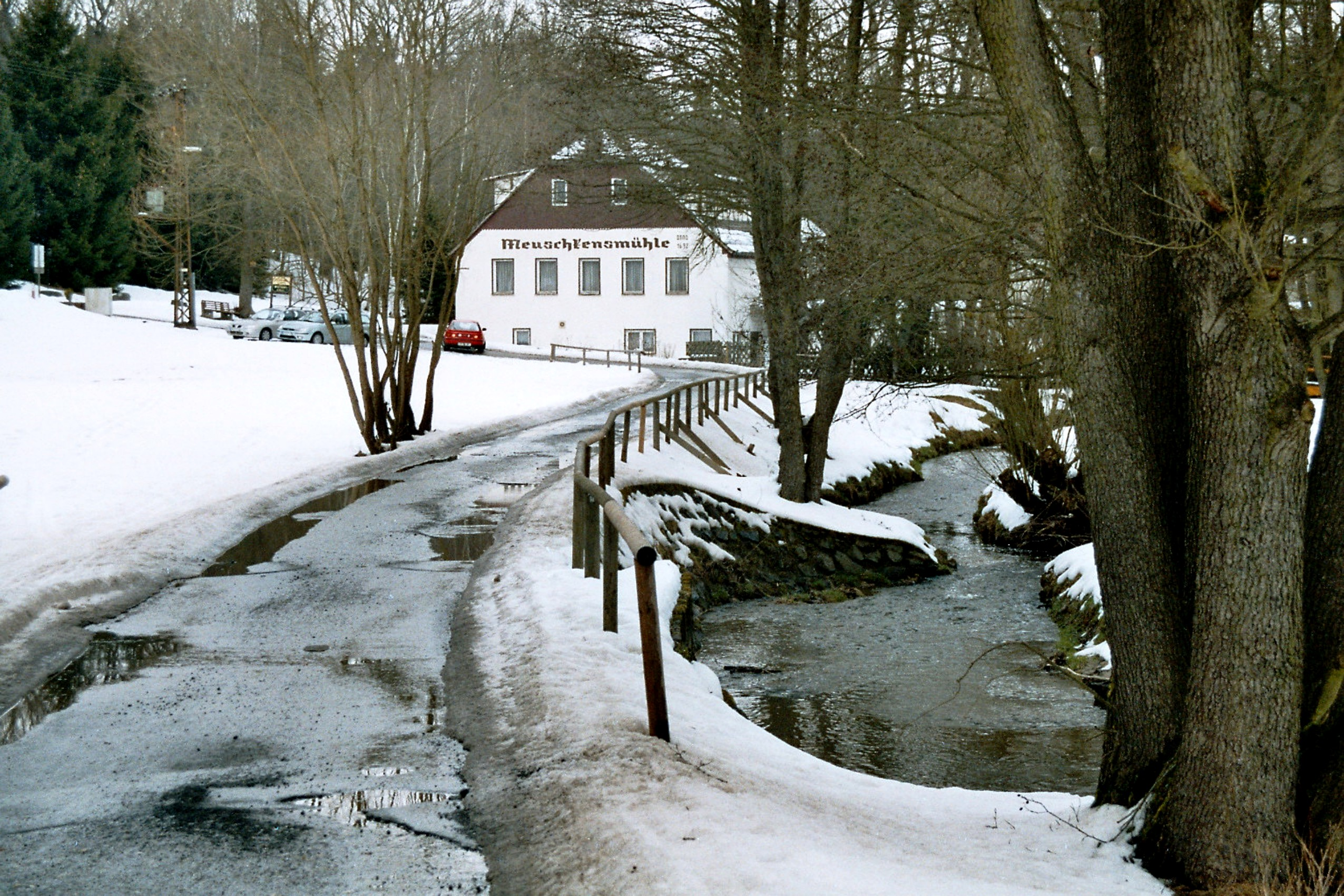